# Feldhockey-Europameisterschaft der Damen 1991
Die Hockey-Europameisterschaft der Damen 1991 war die dritte Auflage der Hockey-Europameisterschaft. Sie fand vom 1. bis 10. Mai in Brüssel statt. Im Finale besiegten die Engländerinnen Deutschland durch zwei Tore von Jane Sixsmith. England wurde zum ersten Mal Europameister.

## Vorrunde

### Gruppe A
| Platy | Team        | Punkte | Sp | S | U | N | Tore | Gtore | Diff |
| ----- | ----------- | ------ | -- | - | - | - | ---- | ----- | ---- |
| 1.    | Deutschland | 10     | 5  | 5 | 0 | 0 | 18   | 3     | +15  |
| 2.    | Niederlande | 8      | 5  | 4 | 0 | 1 | 20   | 3     | +17  |
| 3.    | Irland      | 4      | 5  | 1 | 2 | 2 | 5    | 13    | −8   |
| 4.    | Belgien     | 3      | 5  | 0 | 3 | 2 | 3    | 8     | −5   |
| 5.    | Wales       | 3      | 5  | 0 | 3 | 2 | 2    | 12    | −10  |
| 6.    | Italien     | 2      | 5  | 0 | 2 | 3 | 2    | 11    | −9   |

- 1.5.  Belgien 0:0  Italien
- 2.5.  Niederlande 6:0  Irland
- 2.5.  Deutschland 4:0  Wales

- 3.5.  Niederlande 6:0  Wales
- 3.5.  Deutschland 3:0  Italien
- 3.5.  Belgien 1:1  Irland

- 5.5.  Irland 3:1  Italien
- 5.5.  Niederlande 1:3  Deutschland
- 5.5.  Belgien 1:1  Wales

- 6.5.  Irland 0:0  Wales
- 6.5.  Niederlande 4:0  Italien
- 6.5.  Deutschland 3:1  Belgien

- 8.5.  Italien 1:1  Wales
- 8.5.  Niederlande 3:0  Belgien
- 8.5.  Deutschland 5:1  Irland

### Gruppe B
| Platz | Team        | Punkte | Sp | S | U | N | Tore | Gtore | Diff |
| ----- | ----------- | ------ | -- | - | - | - | ---- | ----- | ---- |
| 1.    | England     | 8      | 5  | 4 | 0 | 1 | 14   | 5     | +9   |
| 2.    | Sowjetunion | 6      | 5  | 3 | 0 | 2 | 15   | 7     | +8   |
| 3.    | Spanien     | 6      | 5  | 3 | 0 | 2 | 11   | 5     | +6   |
| 4.    | Schottland  | 6      | 5  | 3 | 0 | 2 | 10   | 7     | +3   |
| 5.    | Frankreich  | 4      | 5  | 2 | 0 | 3 | 10   | 7     | +3   |
| 6.    | Österreich  | 0      | 5  | 0 | 0 | 5 | 0    | 29    | −29  |

- 1.5. England 5:0  Österreich
- 1.5. Spanien 1:0  Sowjetunion
- 1.5. Schottland 2:1  Frankreich

- 2.5. Sowjetunion 9:0  Österreich
- 2.5. England 3:0  Schottland
- 3.5. Frankreich 2:0  Spanien

- 4.5. England 4:2  Sowjetunion
- 4.5. Frankreich 4;0  Österreich
- 4.5. Schottland 3:0  Spanien

- 6.5. Sowjetunion 1:0  Frankreich
- 6.5. Schottland 3:0  Österreich
- 6.5. Spanien 2:0  England

- 7.5. Sowjetunion 3:2  Schottland
- 7.5. Spanien 8:0  Österreich
- 8.5. England 2:1  Frankreich

## Spiele um die Plätze 9–12
- 10.5. Wales 6:0  Österreich
- 10.5. Frankreich 2:1  Italien

## Spiele um die Plätze 5–8
- 10.5. Schottland 3:1  Irland
- 10.5. Spanien 5:1  Belgien

## Halbfinale
- 10.5. Niederlande 0:0, 2:3 n.7-Metern  England
- 10.5. Deutschland 2:1  Sowjetunion

## Spiel um Platz 11
- 11.5. Italien 5:1  Österreich

## Spiel um Platz 9
- 11.5. Wales 3:2  Frankreich

## Spiel um Platz 7
- 11.5. Belgien 2:0  Irland

## Spiel um Platz 5
- 11.5. Schottland 2:1  Spanien

## Spiel um Platz 3
- 11.5. Niederlande 2:3  Sowjetunion

## Finale
England 2:1 Deutschland

## Europameisterinnen
Jo Thompson, Amanda Sowerby, Sandra Lister, Vickey Dixon, Fiona Lee, Joan Lewis, Tammy Miller, Jane Smith, Val Hallam, Karen Brown, Jill Atkins, Lisa Bayliss, Mary Neville, Mandy Pickles, Katherine Johnson, Jane Sixsmith